# Rhododendron sperabiloides
Rhododendron sperabiloides är en ljungväxtart som beskrevs av Tagg och Forrest. Rhododendron sperabiloides ingår i släktet rododendron, och familjen ljungväxter. Inga underarter finns listade i Catalogue of Life.